# ما شیانگجون
ما شیانگجون (انگلیسی: Ma Xiangjun؛ زادهٔ ۳۰ اکتبر ۱۹۶۴) کماندار اهل چین است.